# Masters '98: Haruka Naru Augusta
Masters '98: Haruka Naru Augusta (MASTERS '98 遥かなるオーガスタ) est un jeu vidéo de golf sorti en 1997 sur Nintendo 64 uniquement au Japon. Le jeu a été développé et édité par T&E Soft.